# Battle Royal

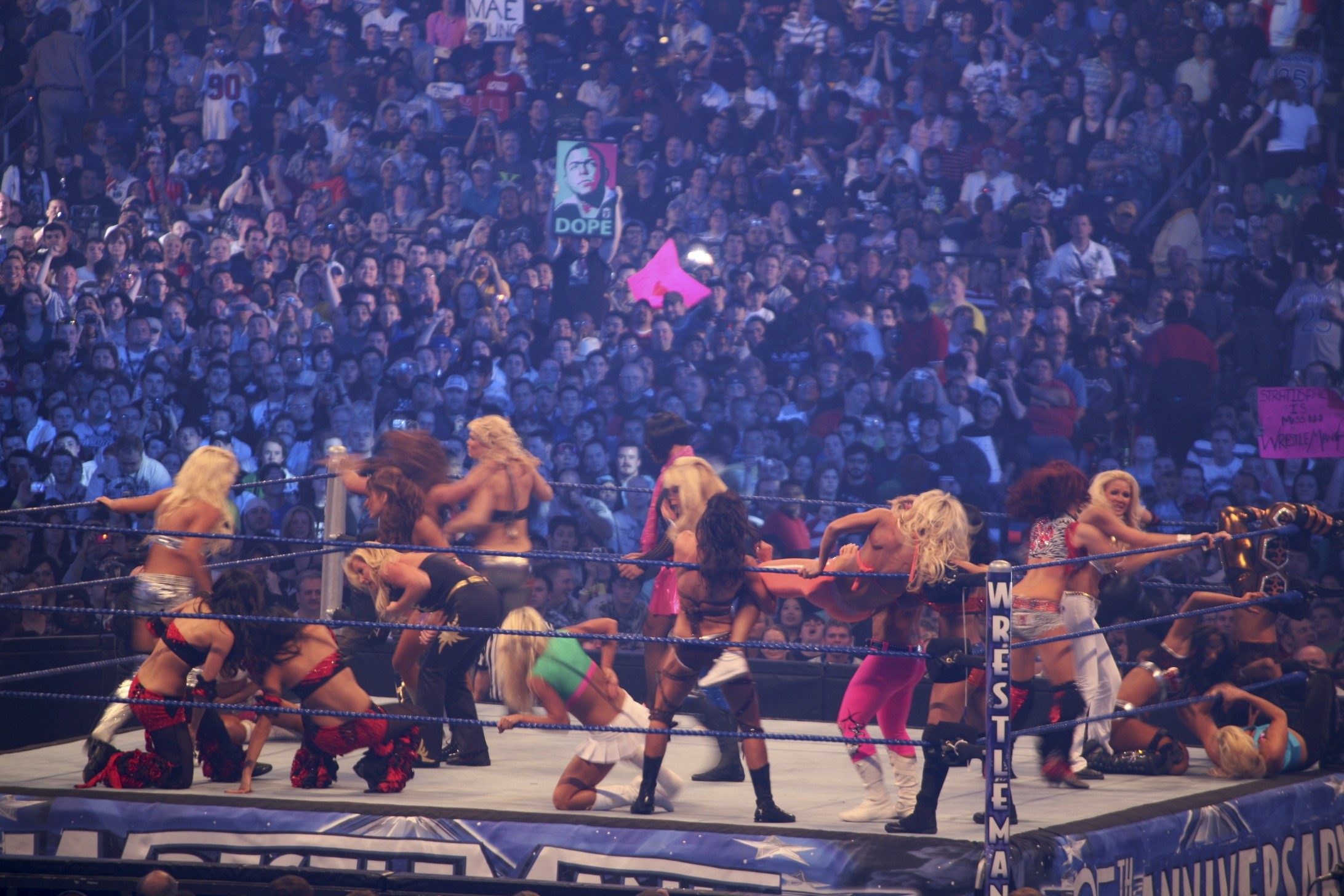
Una Battle Royal de 25 Dives a WrestleMania XXV

Una Battle Royal (Batalla Reial en català) és un tipus de combat de la lluita lliure professional on un nombrós grup de lluitadors es van eliminant entre ells llançant-se per sobre de la tercera corda fins que només en queda un al ring, el guanyador. La Battle Royal més habitual és la que hi participen 30 lluitadors.